# 안성 법계사 신중도
안성 법계사 신중도(安城 法界寺 神衆圖)는 대한민국 경기도 안성시 명륜동 법계사에 있는 신중도이다. 2004년 11월 27일 경기도의 문화재자료 제131호로 지정되었다.

## 개요
신중도는 1874년에 청룡사 관음전에 봉안하기 위하여 한봉(漢峰) 창엽(瑲燁) 등이 제작하였음을 화기를 통하여 알 수 있다. 대웅전 내부 측면에 걸려있는 신중도는 가로 142cm×세로 157cm의 두루마리 형태로 거의 정사각형을 이루어 조선후기 신중도의 일반적인 크기를 따르고 있다. 화면 전체를 2등분하여 상단에 범천과 제석천을, 하단에 위태천을 배치하여 역삼각형 구도를 가져 관람자의 시선을 화면 중앙으로 유도하였지만, 존상(尊像)의 크기가 비슷하여 위계가 반영되지 않았다. 이러한 2단 구도와 존상의 위계가 반영되지 않은 특징은 조선후기 19세기 불화에서 흔히 볼 수 있다. 상단에는 두 손에 백련(白蓮)을 든 범천과 합장한 제석천을 중심으로 좌우에 일월천자와 보당(寶幢), 천과를 든 천녀, 악기를 연주하는 동자 등을 배열하고 하단 중앙에는 날개 깃이 올라간 투구를 쓴 위태천과 좌우의 다양한 투구를 쓴 천룡팔부중 등을 꽉차게 배치하였다. 합장한 두팔에 삼검저를 들고 서있는 위태천은 이목구비가 명확하고 코에 비하여 눈과 입이 작게 그려졌으며, 투구 주변에 날리는 천의(天衣) 자락은 주변에 화염문을 표현하듯이 활기차게 날리고 청색의 서운을 둘러 주변의 존상들과 구별하였다. 투구 내부에 붉은색으로 점을 찍어 요철로 처리하여 입체감을 주고 있다. 여러 신장들의 안면은 부분적으로 음영을 넣어 19세기 불화의 표현기법을 반영하였다.

## 참고 문헌
- 안성법계사신중도 - 국가유산청 국가유산포털